# Coppa di Nestore (Micene)

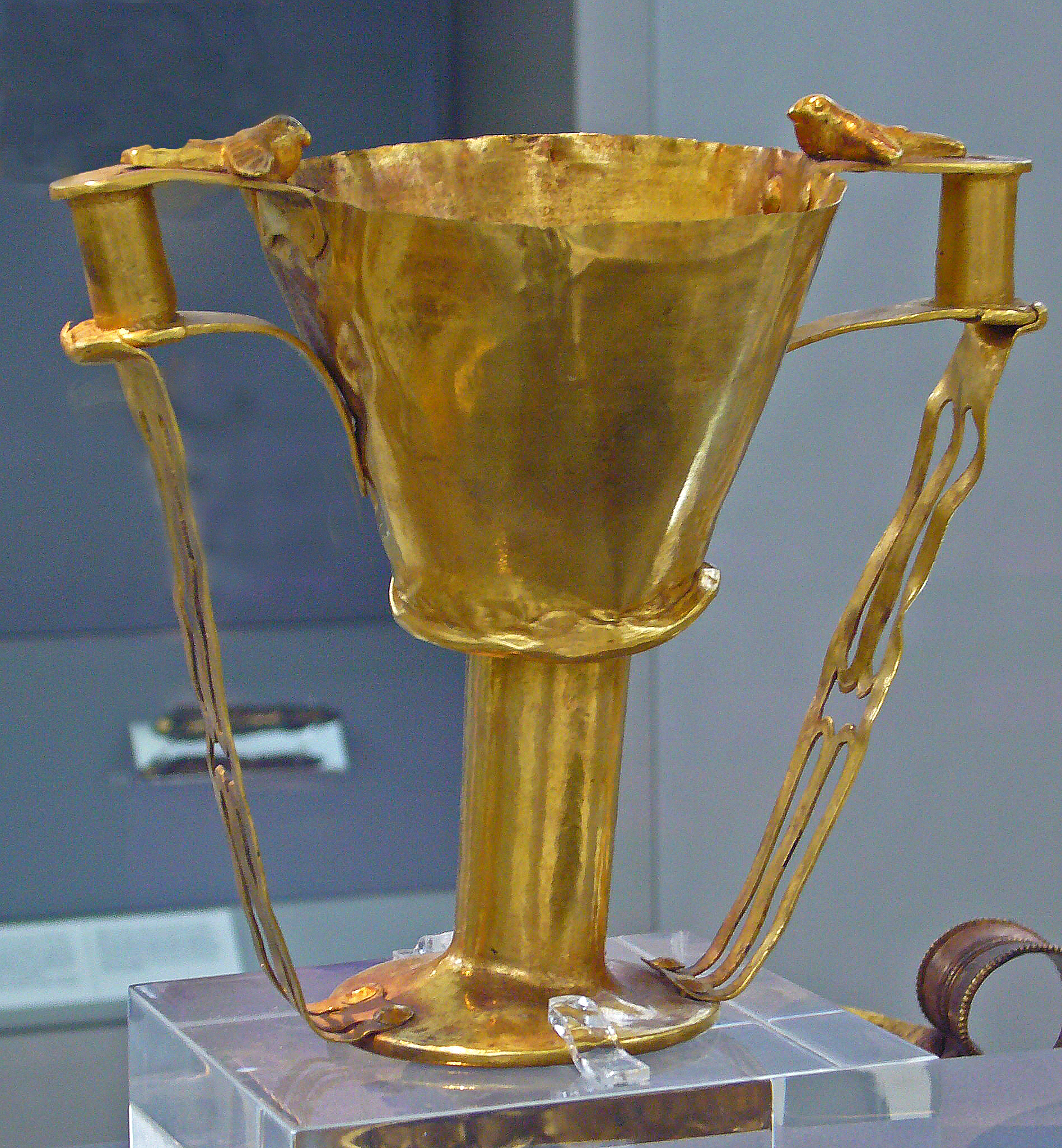
La "coppa di Nestore" di Micene

La coppa di Nestore è una coppa d'oro, trovata a Micene, che l'archeologo Heinrich Schliemann identificò come la coppa di Nestore descritta nell' Iliade.

## Storia
Nel 1876, Heinrich Schliemann scavò nella tomba circolare a Micene, e in diverse tombe a fossa trovò ricchi giacimenti di beni tombali, compresi molti oggetti d'oro. La tomba ad asta IV produsse i reperti più ricchi e tra questi Schliemann trovò un vaso d'oro che identificò come la "Coppa di Nestore" descritta nell'Iliade. Schliemann riteneva che le fosse comuni risalissero all'epoca della guerra di Troia, e identificò la tomba ad asta V come la tomba di Agamennone. Tuttavia, l'identificazione di Schliemann delle fosse comuni con eroi omerici non fu accettata da molti archeologi ai suoi tempi. Le fosse ad asta sono convenzionalmente datate a ca. 1600-1500 a.C., circa tre secoli prima della data della guerra di Troia (se la guerra deve essere considerata un evento storico). Così la "Coppa di Nestore" di Micene sarebbe stata sepolta centinaia di anni prima che Nestore si servisse di essa a Troia.

## La coppa
La coppa trovata a Micene differisce dalla descrizione di Omero per diversi aspetti, oltre ad essere molto più piccola. La coppa di Micene ha due manici, mentre la coppa di Omero ne ha quattro. La coppa di Omero ha due colombe per manico, ma la coppa trovata nella fossa del pozzo ha un solo uccello per ogni manico, e invece delle colombe trovate sulla coppa omerica, gli uccelli sulla coppa di Micene sono falconi.
Questa coppa è ora nel Museo archeologico nazionale di Atene, in Grecia.